# ووهلسدورف
ووهلسدورف (به آلمانی: Wohlsdorf) یک منطقهٔ مسکونی در آلمان است که در برنبورگ واقع شده‌است. ووهلسدورف ۵۱۹ نفر جمعیت دارد.